# Stazione di Tobitakyū
La stazione di Tobitakyū (飛田給駅?, Tobitakyū-eki) è una stazione ferroviaria situata a Chōfu, città conurbata con Tokyo, e serve la linea Keiō della Keiō Corporation.

## Linee
Keiō Corporation
● Linea Keiō

## Struttura
La stazione dispone di un marciapiede a isola e uno laterale con tre binari passanti in superficie.
| 1   | ● Linea Keiō | per Keiō-Hachiōji, Tama-Dōbutsukōen e Takaosanguchi                                    |
| 2-3 | ● Linea Keiō | per Chōfu, Meidaimae, Sasazuka, Shinjuku e linea Shinjuku della metropolitana di Tokyo |

## Stazioni adiacenti
| «                                 | Servizio   | »            |
| Linea Keiō                        | Linea Keiō | Linea Keiō   |
| --------------------------------- | ---------- | ------------ |
| Nishi-Chōfu                       | Locale     | Musashinodai |
| Tutti gli altri treni non fermano |            |              |